# Kathrine Switzerová
Kathrine Virginia Switzerová (nepřechýleně Kathrine Virginia Switzer, * 5. ledna 1947 Amberg, Německo) je americká spisovatelka, televizní komentátorka a maratonská běžkyně. Stala se první ženou v historii, která v roce 1967 se startovním číslem běžela Bostonský maraton. Stalo se tak ovšem pět let předtím, než ženy získaly oficiální povolení v tomto běhu závodit. Kathrine se přihlásila pod jménem „K. V. Switzer“ a běh dokončila zhruba v čase 4 hodiny a 20 minut.
Později se v běhu zdokonalila, nejlepší maratonský čas, kterého dosáhla, činí 2:51:37. Tento výkon jí v roce 1975 přinesl v Bostonském maratonu 2. místo. O rok dříve zvítězila v čase 3:07:29 v maratonu v New Yorku.